# Suc de Taupernas
Le suc de Taupernas est un suc situé dans le Massif central. Il s'élève à 1 602 mètres d'altitude au sein des monts du Vivarais.

## Géographie
Environné par la forêt domaniale de Bonnefoy, il se trouve dans la commune du Béage.

## Folklore
Selon le folklore local, Taupernas, dérivant du terme grec topos ernos qui signifie « la grotte sous les broussailles », était le refuge des fées.